# Grójec
Grójec è un comune urbano-rurale polacco del distretto di Grójec, nel voivodato della Masovia.
Ricopre una superficie di 120,64 km² e nel 2004 contava 22 979 abitanti.

## Amministrazione

### Gemellaggi
- Canosa di Puglia
- Copenaghen